# Choi Byung-chul
Choi Byung-chul (coreano 최 병철; Seul, 24 ottobre 1981) è uno schermidore sudcoreano, vincitore di una medaglia di bronzo ai campionati mondiali di scherma.

## Palmarès
In carriera ha conseguito i seguenti risultati:
- Giochi olimpici

Londra 2012: bronzo nel fioretto individuale.
- Mondiali di scherma

San Pietroburgo 2007: bronzo nel fioretto a squadre.